# Estação 12 de Octubre
A Estação 12 de Octubre é uma das estações do Metrô do Panamá, situada na Cidade do Panamá, entre a Estação El Ingenio e a Estação Pueblo Nuevo. Administrada pela Metro de Panamá S.A., faz parte da Linha 1.
Foi inaugurada em 5 de abril de 2014. Localiza-se no cruzamento da Avenida Transístmica com a Avenida 12 de Octubre. Atende os corregimentos Bethania e Pueblo Nuevo.